# Rotmaskenastrild
Der Rotmaskenastrild (Pytilia hypogrammica), auch Rotgesichtiger Aurora-Astrild genannt, ist eine afrikanische Art aus der Familie der Prachtfinken. Es werden keine Unterarten für diese Art unterschieden. Der Rotmaskenastrild wird gelegentlich in Europa als Ziervogel gehalten. Die Togo-Paradieswitwe ist Brutparasit dieser Art. Gelegentlich wird auch die Langschwanz-Paradieswitwe als Brutparasit dieser Art angegeben.

## Beschreibung
Rotmaskenastrilde erreichen eine Körperlänge von bis zu elf Zentimeter. Sie gehören damit zu den mittelgroßen Prachtfinkarten. Die rote Gesichtsmaske, die für diese Art namensgebend ist, wird nur von dem ansonsten grau und weiß geschuppt wirkenden Männchen getragen. Die Flügeldecken sind bei den Männchen goldgelb, bei einzelnen Individuen sogar rot. Das Weibchen dagegen ist braun gefärbt. Es hat goldgelbe bis rote Flügeldecken.
Ähnlich wie der Auroraastrild und der Wienerastrild halten sich auch Rotmaskenastrilde überwiegend in Bäumen auf. Sie kommen jedoch gelegentlich zur Nahrungssuche zum Boden. Die Nahrung besteht überwiegend aus Grassamen und Insekten. Die Fortpflanzungszeit des Rotmaskenastrild in Nigeria fällt in die Monate Oktober bis Januar. Das Gelege besteht aus drei bis vier weißschaligen Eiern. Es wird von den Elternvögeln 13 Tage lang bebrütet. Die Nestlingszeit der Jungvögel währt fast drei Wochen.
Das Verbreitungsgebiet der Rotmaksenastrilde ist Westafrika. Ihr Lebensraum hier sind Busch- und Baumsavannen. Der Rotmaskenastrild hat sich mittlerweile jedoch auch menschlichen Siedlungsraum als Lebensraum erschlossen und kommt in Siedlungen, auf Wegen und in Gärten vor.

## Haltung
Es ist unklar, wann die ersten Rotmaskenastrilde nach Europa importiert wurden. In Liebhaber-Literatur wurde der Rotmaskenastrild jedoch bereits 1879 erwähnt. Bis nach dem Zweiten Weltkrieg wurden Rotmaskenastrilde gemeinsam mit anderen Streifenastrilden immer wieder nach Europa eingeführt, blieben jedoch insgesamt eine Seltenheit. Heute zählen Rotmaskenastrilde zu den Arten, die regelmäßig und mittlerweile häufig importiert werden, jedoch nur von wenigen Liebhabern regelmäßig nachgezüchtet werden.

## Belege

### Einzelbelege
1. ↑  Nicolai et al., S. 58
2. ↑  Nicolai et al., S. 59

### Weblink
- Pytilia hypogrammica in der Roten Liste gefährdeter Arten der IUCN 2013.2. Eingestellt von: BirdLife International, 2012. Abgerufen am 24. November 2013.